# Anatella difficilis
Anatella difficilis är en tvåvingeart som beskrevs av Garrett 1925. Anatella difficilis ingår i släktet Anatella och familjen svampmyggor.
Artens utbredningsområde är British Columbia. Inga underarter finns listade i Catalogue of Life.